# Émile Jonassaint
Émile Jonassaint (* 20. Mai 1913 in Port-de-Paix; † 24. Oktober 1995 in Port-au-Prince) war ein haitianischer Richter, Politiker und kommissarischer Präsident von Haiti.

## Biografie

### Studium, politische und berufliche Laufbahn
Jonassaint absolvierte ein Studium der Rechtswissenschaften und begann seine politische Laufbahn 1950 als Senator während der Präsidentschaft von Paul Eugène Magloire. Mit Beginn der fast dreißig Jahre dauernden Diktatur von François Duvalier und Jean-Claude Duvalier zog er sich jedoch völlig aus der Politik zurück, um eine Tätigkeit als Rechtsanwalt aufzunehmen. Wie auch François Duvalier war er ein Anhänger des Voodoo und behauptete insbesondere im Kontakt mit der Voodoo-Gottheit Dambal Euzulie zu stehen.
Nach dem Sturz Duvaliers wurde er im Februar 1986 zum Präsidenten einer Verfassunggebenden Versammlung gewählt und stieg schließlich zum Richter am Obersten Gericht (Cour suprême) auf. 1991 wurde er wegen seines Alters von Präsident Jean-Bertrand Aristide als Richter entlassen. Nach dem Sturz von Aristide wurde er jedoch im September 1991 von der Militärregierung unter Generalleutnant Raoul Cédras wiederum zum Richter ernannt.

### Kommissarischer Präsident von Haiti 1994
Als Galionsfigur der Militärregierung unter Cédras wurde er nach dem erneuten Sturz von Präsident Aristide am 11. Mai 1994 zum kommissarischen Präsident von Haiti ernannt. Als solcher übersah er während seiner bis zum 12. Oktober 1994 dauernden Interimsamtszeit wesentliche Menschenrechtsverletzungen der Militärregierung.
In den Monaten seiner Amtszeit übte die US-Regierung Druck auf das Militärregime aus, um seinen Rücktritt, die Rückkehr des gewählten Präsidenten Aristide und die Wiederherstellung der Demokratie zu erreichen. Am 31. Juli 1994 verabschiedete der Sicherheitsrat der Vereinten Nationen die UN-Resolution 917, die der USA die Invasion in Haiti erlaubte, um das Regime unter Cédras abzusetzen. Mitte August 1994 begaben sich mehr als 100 UN-Beobachter an die Grenze zwischen der Dominikanischen Republik und Haiti um den Ölschmuggel zu beenden, der das Militärregime versorgte.
Als Reaktion darauf erklärte Jonassaint den Ausnahmezustand und klagte die Welt der Kriegserklärung gegenüber dem armen Haiti an, das niemanden Leid zufügte. Während des restlichen Augustes setzten die Armee und die paramilitärischen Einheiten der Front für den Aufstieg und Fortschritt von Haiti die Ermordung von Anhängern Aristides fort. Zugleich wurden Paraden von Freiwilligen zur Bekämpfung einer Invasion organisiert.
Am 18. September 1994 kam es durch eine US-Friedensmission unter dem früheren US-Präsidenten Jimmy Carter, dem früheren Vorsitzenden der Joint Chiefs of Staff General Colin Powell und US-Senator Sam Nunn zu einer erfolgreichen Unterhandlung eines Kompromisses, der eine Invasion zur Absetzung des Regimes unter Cédras und Jonassaint verhinderte.
Am 12. Oktober 1994 übergab Jonassaint das Amt des Präsidenten dann wieder an den rechtmäßig gewählten Amtsinhaber Aristide.